# Прошли животи
Прошли живот (енгл. Past Lives) америчка је романтична комедија из 2023. године у режији и по сценарију Селин Сонг. Главне улоге тумаче Грета Ли, Тео Ју и Џон Магаро. Радња је полуаутобиографска и инспирисана стварним догађајима из живота Сонгове.
Премијера је приказана 21. јануара 2023. године на Филмском фестивалу Санденс, док је приказивање у биоскопима започело 2. јуна у САД, односно 26. октобра у Србији. Добио је позитивне рецензије критичара, који су похвалили режију, сценарио, визуелни стил и глумачку поставу.

## Радња
Нора и Хае Сунг, двоје веома повезаних пријатеља из детињства раздвајају се након што Норина породица емигрира из Јужне Кореје. Двадесет година касније они се поново срећу у Њујорку једне пресудне недеље у тренутку док се суочавају са појмовима судбине, љубави и изборима које чине живот.

## Улоге
| Глумац             | Улога  |
| ------------------ | ------ |
| Грета Ли           | Нора   |
| Тео Ју             | Хае    |
| Џон Магаро         | Артур  |
| Џоџо Т. Гибс       | Џенис  |
| Емили Кас Макдонел | Рејчел |
| Федерико Родригез  | Роберт |
| Конрат Шот         | Питер  |
| Кристен Сје        | Хедер  |